# レーヴ・ダヌィーロヴィチ
レーヴ・ダヌィーロヴィチ(古ルーシ語:Левъ Даниловичъ、ウクライナ語:Лев Данилович、意味：レーヴ、ダヌィーロの子、1228年 - 1301年）は、リューリク朝の公の一人で、ベルズ公国の公（在位：1245年 - 1264年）、ペレームィシュリ公国の公（在位：1264年 - 1301年）、ハールィチ公国の公（在位：1269年 - 1301年）であり、ハールィチ・ヴォルィーニ大公国の4代公（在位：1293年 - 1301年）でもあった。

## 概要
レーヴは次男として、ハールィチ・ヴォルィーニ大公国の2代公、ダヌィーロ・ロマーノヴィチと、ムスティスラーヴ・ムスティスラーヴィチの娘、アンナの間に1228年に生まれた。兄イラクリイは1240年に死んでから、父の跡継ぎとして重視されるようになる。1247年、父の反モンゴル連合を完成させるために、レーヴはハンガリー王国の国王ベーラ4世の娘、コンスタンツィアと結婚した。1250年代にはモンゴル人の長クレムサと戦い、多数の勝利を重ねた。1259年、レーヴの父がノガイとブルンダイが率いるモンゴル軍に敗れたため、ハールィチ・ヴォルィーニ大公国は再びジョチ・ウルスに従属した。大公国はモンゴル人の先方としてヨーロッパの諸国へ出兵した。
1264年、父ダヌィーロの死後、ペレームィシュリ公国の公となり、自らの公座をレーヴにちなんで名づけられたリヴィウへ移した。弟シュヴァールノは死ぬと、レーヴはハルィチナーの全地域とヴォルィーニ公国の諸領地を受けた。また、1272年にハールィチ・ヴォルィーニ大公国の首都をハールィチからよりさらに西の方にあるリヴィウに遷都した。
レーヴはジョチ・ウルスの支配下にありながら、モンゴル人の力を借りて自分の領土を増やそうとし、反モンゴル政策をひそかに抱き続けていた。そのために、1280年代にハンガリー王国のザカルパッチャ地方を奪ってポーランド王国のルブリン州を占領すると同時に、チェコ・リトアニア・ドイツ騎士団と同盟を結んだ。
1293年、叔父ヴァスィーリコの子孫が絶えると、全ハールィチ・ヴォルィーニ大公国の君主となった。1301年に死去。レーヴは存命中にモンゴルと対立を避けるために父の王位を受けなかったが、レーヴの息子ユーリイ・リヴォーヴィチは力を蓄えて自ら「ルーシの王」と称した。

## 子女
ベーラ4世の娘コンスタンツィアとの間に以下の子女をもうけた。
- ユーリイ（1252/7年 - 1308年） - 第5代ハールィチ・ヴォルィーニ大公、ルーシの王
- スヴャトスラヴァ（1302年没） - 修道女
- アナスタシア（1335年没） - ドブジン公シェモヴィト（クヤヴィ公カジミェシュ1世の子）と結婚